# Ouarapa
Ouarapa est une localité du nord de la Côte d'Ivoire qui se situe dans la Région des savanes, près de la ville de Boundiali.